# 츠칼투보

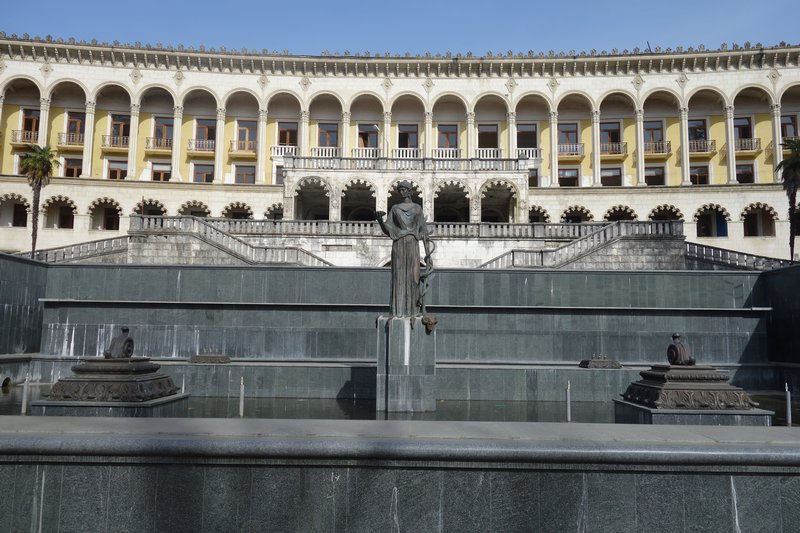

츠칼투보(조지아어: წყალტუბო)는 조지아 중서부 이메레티 주에 위치한 도시로, 온도가 33℃에서 35℃에 달하는 라돈-탄산염 온천으로 유명한 도시이다. 인구는 약 11,281명(2014년 추산)이다.
순환기질환, 신경과민증, 부인과질환, 피부질환에 효과가 있는 광천 요법으로 알려져 있지만 1970년대부터 동굴에서 나오는 시원하고 맑은 공기를 통해 폐질환을 치료하는 이른바 '동굴 요법'이 널리 알려졌다.

## 같이 보기
- 이메레티주